# Eucelatoria robusta
Eucelatoria robusta là một loài ruồi trong họ Tachinidae.